# Voliba
Voliba is een geslacht van vlinders uit de familie van de grasmotten (Crambidae). De wetenschappelijke naam van dit geslacht is voor het eerst voorgesteld door Francis Walker in een publicatie uit 1866.

## Soorten
- V. asphyctopa Turner, 1908
- V. gigantea Hampson, 1912
- V. leptomorpha Turner, 1908
- V. psammoessa Turner, 1908
- V. pycnosticta Turner, 1908
- V. scoparialis (Walker, 1866)